# Свободный танец
Свободный танец (также пластический, ритмопластический) — возникшее в начале XX века движение за освобождение от конвенциональности прежнего балетного театра и слияние танца с жизнью. Свободный танец стоял у истоков танца XX века; в нём были сформулированы принципы, на которых отчасти основывались танец модерн и джаз, контемпорари, и даже буто и контактная импровизация.

## История создания
Создателей свободного танца объединяло не только желание превратить его в высокое искусство, имеющее равный статус с музыкой или живописью, но и особое мировоззрение. Все они в той или иной степени восприняли идею Ницше о танце как метафоре свободы и танцоре как воплощении раскрепощённого и творческого духа. Для основателей движения свободный танец стал особой философией, от которой они ожидали трансформации жизни. Айседора Дункан (1877—1927) мечтала о новом человеке, для которого танец будет так же органичен, как и другие повседневные дела, о женщине будущего — обладательнице «самого возвышенного разума в самом свободном теле».
Одним из идейных источников свободного танца стало движение за физическое совершенствование, раскрепощение тела. Его сторонники искали источник возрождения в природе, призывали к естественности, освобождению человека от требований, налагаемых на него современной цивилизацией. На рубеже XIX и XX веков появились разнообразные системы физических упражнений — гимнастики Рудольфа Боде и Фребеля; возник интерес к спорту: именно тогда де Кубертэн возобновил Олимпийские игры. Француз Франсуа Дельсарт (1811—1870) — театральный актёр, певец, преподаватель музыки и создатель новой гимнастики — провозгласил, что у тела есть собственный язык; после него стало ходовым выражение «поэзия тела». Распространялось увлечение античностью, в которой совершенствованию тела придавалось огромное значение. Идеалом Дункан были «прекрасно естественные» движения античной пляски, простые движения ходьбы и бега. Она первой из танцовщиц отказалась от корсета и трико и выступала в одежде, не мешающей движениям, — тунике.
Другим источником свободного танца стала ритмика Эмиля Жака-Далькроза (1865—1950). Преподаватель музыки и пения из Женевы, он вначале использовал обучение ритму как подготовку к игре на музыкальном инструменте. Позже Далькроз стал пропагандировать ритмику и как способ воспитания воли, укрепления физического и душевного здоровья, гармонического развития человека.
Ещё одним реформатором из тех, кто использовал для своих целей танец, был Рудольф Штайнер (1861—1925). Хотя созданная им антропософия стояла гораздо ближе к христианству, чем к античности, для него также идеалом была гармония человека с природой, космосом. Он изобрёл свою систему движений — эвритмию — наполненный символическим значением танец не только под музыку, но и «под слово», или стихи.
Как и Дункан, Далькроз и Штайнер, Рудольф Лабан (1879—1958), которого считают одним из отцов-основателей танца модерн, осознавал себя не просто танцором, а строителем новой культуры. Этот сын генерала Австро-Венгерской империи мечтал о новых формах коллективной жизни — коммунах, в которых на праздниках все жители будут собираться в огромные танцующие хоры. Он и сам основал такую коммуну в местечке Монте Верита в итальянской Швейцарии.
Все создатели свободного танца видели в нём не искусство для искусства — феномен элитарной культуры, — а часть культуры демократической, массовой — в лучшем смысле этого слова. Основатели свободного танца считали, что танцевать может и должен каждый, и что танец поможет каждому развиваться и менять свою жизнь. Одна из создательниц свободного танца в России, С. Д. Руднева (1890—1989), видела в своём деле «главным образом его человеческую ценность, значение его для формирования человеческой личности, обогащения, просветления её, необходимых для создания новой жизни». Вместе с единомышленниками, она разработала уникальный метод пластического прочтения музыки — музыкальное движение и основала студию «Гептахор». В трудные 1920-е годы его участники жили коммуной, организовав жизнь в соответствии со своими идеалами, а затем посвятили себя детям, создав уникальные методики для развития личности ребёнка.
Новое поколение танцующих — Мэри Вигман, Марта Грэхем, Мерс Каннингем и другие — также были бесстрашными экспериментаторами в искусстве: Вигман стала танцевать без музыки (её любимым инструментом был гонг), подчиняясь только ритмам своего тела; критики писали, что она сама своими движениями создаёт музыку. Грэхем анализировала в танце законы движения женского тела; в результате её работы танцовщица перестала считаться воплощением слабости. Каннингем работал вместе с творцами авангарда — композитором Джоном Кейджем, художником Робертом Раушенбергом,  испытал влияние философии дзен. Но их работа сосредоточилась в пределах индивидуального тела. В отличие от пионеров свободного танца, их больше интересовало не выращивание нового человека или развитие личности, а физические характеристики — такие, как энергия, движение, взаимодействие тела со средой. Именно гуманистический пафос свободного танца, а не особая хореография или техника, выгодно отличают его от последующих направлений современного танца.
Дух свободного танца присутствует в актуальном сейчас движении в сторону импровизационности, спонтанности и свободы творчества. Так, танец Буто возник в послевоенной Японии на волне освобождения от жёстких конвенций традиционного театра. Контактная импровизация продолжает не только тенденцию свободного танца к импровизации, но и его демократичный характер. Отечественное направление, называемое музыкальным движением, ищет способы научить танцу и импровизации любого человека. Эти черты свободного танца делают его мощным средством пробуждения в человеке способностей к творчеству, развития личности и позволяют успешно использовать это в танцевально-двигательной терапии.

## Национальные школы свободного танца
- Музыкальное движение С. Д. Рудневой и Студии «Гептахор»
- Система движения Маргарет Моррис
- Орхестика Валерии Дьенеш
- Школа выразительного танца Хильды Хольгер
- Школы орхестики, пропедевтики и Национальная академия танца в Риме, созданные Я Руская